# Andrea Schöpp
Andrea Schöpp (Garmisch-Partenkirchen, 27 februari 1965) is een Duits curlingspeelster.

## Biografie
Schöpp startte haar carrière in 1980, en won in totaal zeven titels op het Europees kampioenschap, en twee wereldtitels. Voorts won ze ook goud op de Olympische Winterspelen 1992, toen curling een demonstratiesport was. Schöpp deed tevens mee tijdens de Olympische Winterspelen 1998, waarbij curling voor de eerste maal een officieel onderdeel was en behaalde toen de achtste plaats. Twaalf jaar later nam Schöpp wederom deel aan de Olympische Winterspelen 2010 en behaalde toen de zesde plaats.
- Gemeinsame Normdatei: 173067433
- International Standard Name Identifier: 0000 0003 5913 6554
- Library of Congress Control Number: n97045811
- Virtual International Authority File: 213420952
- WorldCat: E39PBJxWT84PrCfbqxwKbcT8md